# Mistřice
Mistřice település Csehországban, a Uherské Hradiště-i járásban. Mistřice Popovice, Nedachlebice, Hradčovice, Kněžpole, Topolná és Bílovice településekkel határos. Lakosainak száma 1197 fő (2024. január 1.).

## Népesség
A település lakosságának változását az alábbi diagram mutatja:
| Lakosok száma | 995  | 1168 | 1415 | 1500 | 1329 | 1145 | 1175 | 1188 | 1188 | 1197 |
|               | 1869 | 1890 | 1921 | 1950 | 1980 | 2001 | 2017 | 2019 | 2022 | 2024 |